# 樋口武大
樋口 武大（ひぐち たけひろ、1988年6月12日 - ）は、日本の男性総合格闘家。東京都東久留米市出身。第2代・第4代THE OUTSIDER 60-65kg級王者。

## 来歴
学生時代は不良の多い高校でいじめられ、そのような環境の中で強くなりたいという気持ちを持つようになり、高校生のころから骨法烏合会矢野卓見道場で格闘技を始める。

### THE OUTSIDER
2011年11月13日、THE OUTSIDER 第19戦で金太郎と対戦し1ラウンド24秒に腕ひしぎ十字固めで一本勝ちを収めた。
2013年12月8日、THE OUTSIDER 第28戦で朝倉未来と対戦し、1Rにアンクルホールドで一本勝ちを収めた。
2014年6月23日、THE OUTSIDER 第31戦で白川陸斗と60-65kg級王座決定戦を行い、判定3-0で勝利し王座を獲得した。
2015年12月10日、THE OUTSIDER大田区総合体育館 SPECIALにて朝倉未来と再戦。1Rにリアネイキッドチョークにより一本負けを喫し、王座から陥落した。
2017年5月21日、THE OUTSIDER 第46戦で、朝倉未来の剥奪に伴い空位となった60-65kg級王座決定戦を関翔汰と行い、1Rにチョークスリーパーで一本勝ちを収め王座返り咲きに成功した。
2018年3月11日、THE OUTSIDER 第50戦〜有明ファイナル〜で石田迅と対戦し、1R開始早々アンクルホールドで一本勝ちを収め王座返り咲き後の初防衛に成功した。
2019年10月27日、THE OUTSIDER 第54戦で末永竜也と対戦し、延長Rの末スリーパーホールドで一本勝ちを収め2度目の防衛に成功した。

### DEEP
2019年12月16日、DEEP 93 IMPACTで高塩竜司と対戦し、 1RにグランドパンチによるTKO負けを喫した。
2020年11月1日、DEEP 98 IMPACTで朝倉未来一年チャレンジ一期生の西谷大成と対戦し、1Rにアンクルホールドで一本勝ちを収めた。

### BreakingDown
2022年11月3日、BreakingDown初出場となった「BreakingDown6」で信原空と対戦し、0-5の判定負け。なおこの試合は、樋口にとって初のキックボクシングルールでの対戦であった。
2023年2月19日、「BreakingDown7」でヒロヤの兄である近藤優太と対戦し、1Rにバックチョークで一本勝ち。
2023年5月21日、「BreakingDown8」の日韓対抗戦に日本チームの選手として出場し、韓国チームのイ・サンイルと対戦。延長の末5-0の判定勝ち。
2023年8月26日、「BreakingDown9」で森と対戦し、判定4-0で勝利。
2023年11月23日、「BreakingDown10」でカンジと対戦。延長ラウンドでカンジの左ハイキックが樋口の頭部に直撃し、倒れたところにグラウンドパンチをもらう。出血によるドクターストップでTKO負け。
2023年12月、「BreakingDown11」のオーディションで乱闘の末に左肩の脱臼などの怪我を負う。これにより、BreakingDown 11、12、13を欠場することとなった。
2024年10月に開催された「BreakingDown13.5」でBreakingDownに復帰し、足ポキニキとMMAベアナックルルールで対戦。足ポキニキは、「BreakingDown11」のオーディションで対戦要求され、乱闘に発展した末に足を骨折させた因縁の相手であった。試合は、足関節を極めにかかる途中で左目付近に強打をもらい、第1ラウンドはドローの判定であったが、レフェリーストップが入りTKO負け。

## 戦績

### プロ総合格闘技
| 総合格闘技 戦績 | 総合格闘技 戦績 | 総合格闘技 戦績 | 総合格闘技 戦績 | 総合格闘技 戦績 | 総合格闘技 戦績 | 総合格闘技 戦績 |
| --------------- | --------------- | --------------- | --------------- | --------------- | --------------- | --------------- |
| 16 試合         | (T)KO           | 一本            | 判定            | その他          | 引き分け        | 無効試合        |
| 10 勝           | 0               | 7               | 2               | 1               | 0               | 0               |
| 6 敗            | 4               | 1               | 1               | 0               | 0               | 0               |

| 勝敗 | 対戦相手       | 試合結果                         | 大会名                                                             | 開催年月日     |
| ○    | 西谷大成       | 1R 3:24 アンクルホールド         | DEEP 98 IMPACT                                                     | 2020年11月1日  |
| ×    | 高塩竜司       | 1R 3:43 TKO（グラウンドパンチ）  | DEEP 93 IMPACT                                                     | 2019年12月15日 |
| ○    | ウォン・クヨン | 1R 1:05 ヒールホールド           | Fighting Nexus Vol. 15 【日韓対抗戦】                              | 2018年12月16日 |
| ○    | 有村脩也       | 5分2R終了 判定3-0                | Fighting Nexus Vol. 13                                             | 2018年5月6日   |
| ○    | 石田迅         | 1R 0:32 アンクルホールド         | THE OUTSIDER 第50戦 〜有明ファイナル〜 【60-65kg級タイトルマッチ】 | 2018年3月11日  |
| ○    | 石原裕基       | 2R 4:36 失格（ロープを掴む反則） | Fighting Nexus Vol. 10                                             | 2017年8月21日  |
| ○    | 関翔汰         | 1R 1:18 リアネイキッドチョーク   | THE OUTSIDER 第46戦 【60-65kg級王座決定戦】                        | 2017年5月21日  |
| ○    | 辻真弘         | 5分2R終了 判定3-0                | RINGS／THE OUTSIDER ～SPECIAL～ 【THE OUTSIDER 対 BRAVE 対抗戦】   | 2016年12月11日 |
| ×    | 山口亮         | 1R 2:36 TKO（グラウンドパンチ）  | PANCRASE278                                                        | 2016年6月12日  |
| ○    | 宮代大和       | 1R 1:47 腕ひしぎ十字固め         | Real 4                                                             | 2016年3月12日  |
| ×    | 朝倉未来       | 1R 3:17 リアネイキッドチョーク   | THE OUTSIDER大田区総合体育館 SPECIAL 【60-65kg級タイトルマッチ】   | 2015年12月10日 |
| ×    | 金太郎         | 1R 3:32 KO（スタンドパンチ連打） | THE OUTSIDER 第33戦                                                | 2014年12月7日  |
| ×    | 房野哲也       | 5分2R終了 判定0-2                | ZST 37                                                             | 2013年7月15日  |
| ○    | 吉岡弘晃       | 1R 4:15 三角絞め                 | ZST 36                                                             | 2013年7月15日  |
| ○    | 川村謙         | 1R 2:28 三角絞め                 | ZST 34                                                             | 2013年2月12日  |
| ×    | ヨーユット     | 1R 1:05 TKO（グラウンドパンチ）  | TRIBELATE 36 【TRIBELATE MMAバンタム級王座決定戦】                 | 2012年4月28日  |

### アマチュア総合格闘技
| 勝敗 | 対戦相手             | 試合結果                                  | 大会名                                             | 開催年月日     |
| ×    | 足ポキニキ           | 1R終了時 TKO（ドクターストップ）          | BreakingDown 13.5                                  | 2024年10月5日  |
| ×    | カンジ               | 1分1R+延長1R 0:52 TKO（ドクターストップ） | BreakingDown 10                                    | 2023年11月23日 |
| ○    | 森                   | 1分1R終了 判定4-0                         | BreakingDown 9                                     | 2023年8月26日  |
| ○    | イ・サンイル         | 1分1R＋延長2R終了 判定5-0                 | BreakingDown 8 【日韓対抗戦】                      | 2023年5月21日  |
| ○    | 近藤優太             | 1R 0:48 リアネイキッドチョーク            | BreakingDown 7                                     | 2023年2月19日  |
| ○    | 末永竜也             | 2R＋延長1R 1:29 リアネイキッドチョーク    | THE OUTSIDER 第54戦 【60-65kg級タイトルマッチ】    | 2019年10月27日 |
| ○    | ピットブルタカシ     | 1R 1:44 アンクルホールド                  | THE OUTSIDER 第34戦                                | 2015年3月21日  |
| ○    | 白川陸斗             | 3分2R終了 判定3-0                         | THE OUTSIDER 第31戦 【60-65kg級王座決定戦 決勝】   | 2014年6月22日  |
| ○    | 古田博之             | 3分2R終了 判定3-0                         | THE OUTSIDER 第31戦 【60-65kg級王座決定戦 準決勝】 | 2014年6月22日  |
| ○    | 松岡洋平             | 1R 0:54 アームロック                      | THE OUTSIDER 第30戦                                | 2014年4月6日   |
| ○    | 朝倉未来             | 1R 1:06 アンクルホールド                  | THE OUTSIDER 第28戦                                | 2013年12月8日  |
| ○    | 比夏瑠               | 1R 1:22 アンクルホールド                  | THE OUTSIDER第23戦                                 | 2012年12月16日 |
| ○    | 金太郎               | 1R 0:24 腕ひしぎ十字固め                  | THE OUTSIDER第19戦                                 | 2011年11月13日 |
| ×    | ピロシ               | 1R 2:54 TKO（グラウンドパンチ）           | THE OUTSIDER第17戦                                 | 2011年11月13日 |
| ○    | フェルナンド・カマル | 2R 1:06 チョークスリーパー                | THE OUTSIDER第13戦                                 | 2011年7月17日  |
| ○    | 関谷勇次郎           | 1R 0:21 腕ひしぎ十字固め                  | THE OUTSIDER第12戦                                 | 2010年6月20日  |
| ○    | 高垣勇二             | 2R 0:14 チョークスリーパー                | THE OUTSIDER第9戦                                  | 2009年12月13日 |
| ○    | 玉井智浩             | 1R 1:39 TKO（グラウンドパンチ）           | THE OUTSIDER第6戦                                  | 2009年5月5日   |

### アマチュアキックボクシング
| 勝敗 | 対戦相手 | 試合結果          | 大会名         | 開催年月日    |
| ×    | 信原空   | 1分1R終了 判定0-5 | BreakingDown 6 | 2022年11月3日 |

### エキシビション
| 勝敗 | 対戦相手 | 試合結果           | 大会名 | 開催年月日    |
| △    | 啓之輔   | 2分2R終了 判定無し | 天下一 | 2024年4月14日 |

## 獲得タイトル
- 第2代THE OUTSIDER 60-65kg級王座（2014年）
- 第4代THE OUTSIDER 60-65kg級王座（2017年）

## 漫画
- ザ・ガードマン（構成：所十三、作画：嶋星光壱、監修：岩橋健一郎、秋田書店（チャンピオンクロス連載）） - 半自伝